# 天祢涼
天祢 涼（あまね りょう、1978年 -）は、日本の小説家、推理作家。

## 経歴
中学生のとき夏休みの自由研究で「空上殺人事件」を執筆する。就職活動を始めるにあたり、小説を書いている時が一番楽しいことに気づき小説家を目指す。
新人賞に落選することが続いていた時、復刊したばかりの『メフィスト』を見つけ、メフィスト賞に応募する。2010年2月、『キョウカンカク』で第43回メフィスト賞を受賞しデビュー。同作は2011年版「読者に勧める黄金の本格ミステリー」に選出された。
2012年、『葬式組曲』が「本格ミステリ・ベスト10」2013年版で第7位になる。2013年、同作で第13回本格ミステリ大賞の候補作に、同作に収録されている「父の葬式」で第66回日本推理作家協会賞（短編部門）の候補作になる。
2015年、『もう教祖しかない！』で第7回日本タイトルだけ大賞の候補作になる。

## 文学賞受賞・候補歴
太字が受賞したもの
- 2010年 - 『キョウカンカク』で第43回メフィスト賞を受賞
- 2013年 - 『葬式組曲』が第13回本格ミステリ大賞候補[3]
- 2013年 - 「父の葬式」（『葬式組曲』所収）が第66回日本推理作家協会賞（短編部門）候補
- 2022年 - 『謎解き広報課』が第18回酒飲み書店員大賞を受賞

## ミステリ・ランキング
- 週刊文春ミステリーベスト10
  - 2020年 - 『あの子の殺人計画』14位

- このミステリーがすごい!
  - 2018年 - 『希望が死んだ夜に』34位
  - 2021年 - 『あの子の殺人計画』16位

- 本格ミステリ・ベスト10
  - 2013年 - 『葬式組曲』7位
  - 2014年 - 『セシューズ・ハイ 議員探偵・漆原翔太郎』20位
  - 2015年 - 『都知事探偵・漆原翔太郎 セシューズ・ハイ』12位
  - 2018年 - 『探偵ファミリーズ』29位、『希望が死んだ夜に』29位
  - 2021年 - 『あの子の殺人計画』18位

- ミステリが読みたい!
  - 2021年 - 『あの子の殺人計画』7位

## 作品リスト

### 単行本

#### 美夜シリーズ
- キョウカンカク（2010年2月 講談社ノベルス）
  - 【改稿・改題】キョウカンカク 美しき夜に（2013年7月 講談社文庫）
- 闇ツキチルドレン（2010年7月 講談社ノベルス）
- 銀髪少女は音を視る ニュクス事件ファイル（2016年3月 講談社タイガ）
- 透明人間の異常な愛情 ニュクス事件ファイル（2017年11月 講談社タイガ）

#### セシューズ・ハイシリーズ
- セシューズ・ハイ 議員探偵・漆原翔太郎（2013年1月 講談社）
  - 【改題】議員探偵・漆原翔太郎 セシューズ・ハイ（2017年4月 講談社文庫）
    - 収録作品：公園 / 勲章 / 選挙 / 取材 / 辞職
- 都知事探偵・漆原翔太郎 セシューズ・ハイ（2014年9月 講談社 / 2017年5月 講談社文庫）
  - 収録作品：出馬 / 襲撃 / 馬鹿 / 外交 / 辞職

#### 謎解き広報課シリーズ
- 謎解き広報課（2015年5月 幻冬舎 / 2018年1月 幻冬舎文庫）
- 謎解き広報課 狙います、コンクール優勝！（2024年10月 幻冬舎文庫）
- 謎解き広報課 わたしだけの愛をこめて（2024年11月 幻冬舎文庫）

#### 仲田シリーズ
- 希望が死んだ夜に（2017年9月 文藝春秋 / 2019年10月 文春文庫）
- あの子の殺人計画（2020年5月 文藝春秋 / 2023年9月 文春文庫）
- 陽だまりに至る病（2022年2月 文藝春秋）
- 少女が最後に見た蛍（2023年11月 文藝春秋）

#### 境内ではお静かにシリーズ
- 境内ではお静かに 縁結び神社の事件帖（2018年11月 光文社 / 2020年1月 光文社文庫） - 連載時のタイトル「巫女の推理に御利益あり」より改題
- 境内ではお静かに 七夕祭りの事件帖（2020年2月 光文社 / 2021年4月 光文社文庫）
- 境内ではお静かに 神盗みの事件帖（2021年5月 光文社）

#### 千弦シリーズ
- 彼女はひとり闇の中（2023年2月 光文社 / 2025年7月 光文社文庫）
- その血は瞳に映らない（2025年8月 光文社）

#### その他の小説
- 空想探偵と密室メイカー（2011年8月 講談社ノベルス）
- 葬式組曲（2012年1月 原書房 ミステリー・リーグ / 2015年1月 双葉文庫 / 2022年11月 文春文庫【全面改稿】）
  - 収録作品：父の葬式 / 祖母の葬式 / 息子の葬式 / 妻の葬式 / 葬儀屋の葬式
- もう教祖しかない！（2014年7月 双葉社） - 連載時のタイトル「ザ・宗教カンパニー」より改題
  - 【改題】リーマン、教祖に挑む（2017年9月 双葉文庫）
- ハルカな花（2015年8月 光文社）
  - 【改題】彼女が花を咲かすとき（2017年12月 光文社文庫）
- 探偵ファミリーズ（2017年8月 実業之日本社文庫）
- 罪びとの手（2018年6月 KADOKAWA / 2024年8月 角川文庫）
- Ghost ぼくの初恋が消えるまで（2021年2月 星海社FICTIONS）
- 拝啓 交換殺人の候（2022年7月 実業之日本社）
- あなたの大事な人に殺人の過去があったらどうしますか（2024年4月 角川春樹事務所）

#### ノベライズ
- 綾辻行人殺人事件 主たちの館（2013年4月 講談社ノベルス） - 監修：綾辻行人、監修・原案：イーピン企画、構成・記事：おーちようこ

### アンソロジー
「」内が天祢涼の作品
- 密室晩餐会（2011年6月 原書房 ミステリー・リーグ）「楢山鍵店、最後の鍵」 - 美夜シリーズ番外編
- ザ・ベストミステリーズ 2013 推理小説年鑑（2013年4月 講談社）「父の葬式」
  - 【分冊・改題】Esprit 機知と企みの競演（2016年11月 講談社文庫）
- 新鮮 THE どんでん返し（2017年12月 双葉文庫）「居場所」
- 忍者大戦 黒ノ巻（2018年8月 光文社文庫）「風林火山異聞録」
- 平成ストライク（2019年4月 南雲堂 / 2020年10月 角川文庫）「From The New World」
- 喧騒の夜想曲 最新ベスト・ミステリー（2019年12月 光文社）「居場所」
  - 【分冊・改題】喧騒の夜想曲 白眉編 Vol.1（2022年5月 光文社文庫）
- 遊びの時間は終らない（2019年12月 ディスカヴァー・トゥエンティワン）「遊びの時間は終っても」
- FGOミステリー小説アンソロジー カルデアの事件簿 file.01（2020年2月 星海社FICTIONS）「イシュタルとエレシュキガルの事件簿」 - 原作：TYPE-MOON
- ザ・ベストミステリーズ2024（2024年6月 講談社）「一七歳の目撃」

### 共著
- 人狼作家（2015年10月 原書房）

### 雑誌掲載作品
小説作品
- ダイイング・メッセージをもう一度（双葉社『小説推理』2012年12月号）
- 詐欺師の上手な使い方（双葉社『小説推理』2013年4月号）
- 居場所（双葉社『小説推理』2017年5月号）
- 僕にはあの子がよく見えない（集英社『小説すばる』2018年3月号）
- 県警の番⼈（前篇）（河出書房新社『スピン／spin』第8号）
- 県警の番⼈（後篇）（河出書房新社『スピン／spin』第9号）

エッセイ等
- 神社のことをなにも知らない（光文社『小説宝石』2018年12月号）
- ラブコメなしでは生きられない（光文社『小説宝石』2020年3月号）

### 対談
- 「伏線」と「驚き」があれば、おきまりの道具立てでなくていい（『本格ミステリー・ワールド2014』2013年12月 南雲堂） - 深水黎一郎との対談